# Sant Julià de Lòria
Sant Julià de Lòria este una dintre cele 7 parohii ale Andorrei. 